# SN 2005if
SN 2005if – supernowa typu Ia odkryta 14 października 2005 roku w galaktyce A033012-0058. W momencie odkrycia miała maksymalną jasność 19,10m.